# Los Manantiales, Oaxaca
Los Manantiales är en ort i Mexiko.   Den ligger i kommunen Santo Tomás Tamazulapan och delstaten Oaxaca, i den sydöstra delen av landet, 400 km sydost om huvudstaden Mexico City. Los Manantiales ligger 1 721 meter över havet och antalet invånare är 197.
Terrängen runt Los Manantiales är varierad. Runt Los Manantiales är det glesbefolkat, med 16 invånare per kvadratkilometer. Närmaste större samhälle är Miahuatlán de Porfirio Díaz, 9,6 km norr om Los Manantiales. I omgivningarna runt Los Manantiales växer huvudsakligen savannskog.